# 창홍

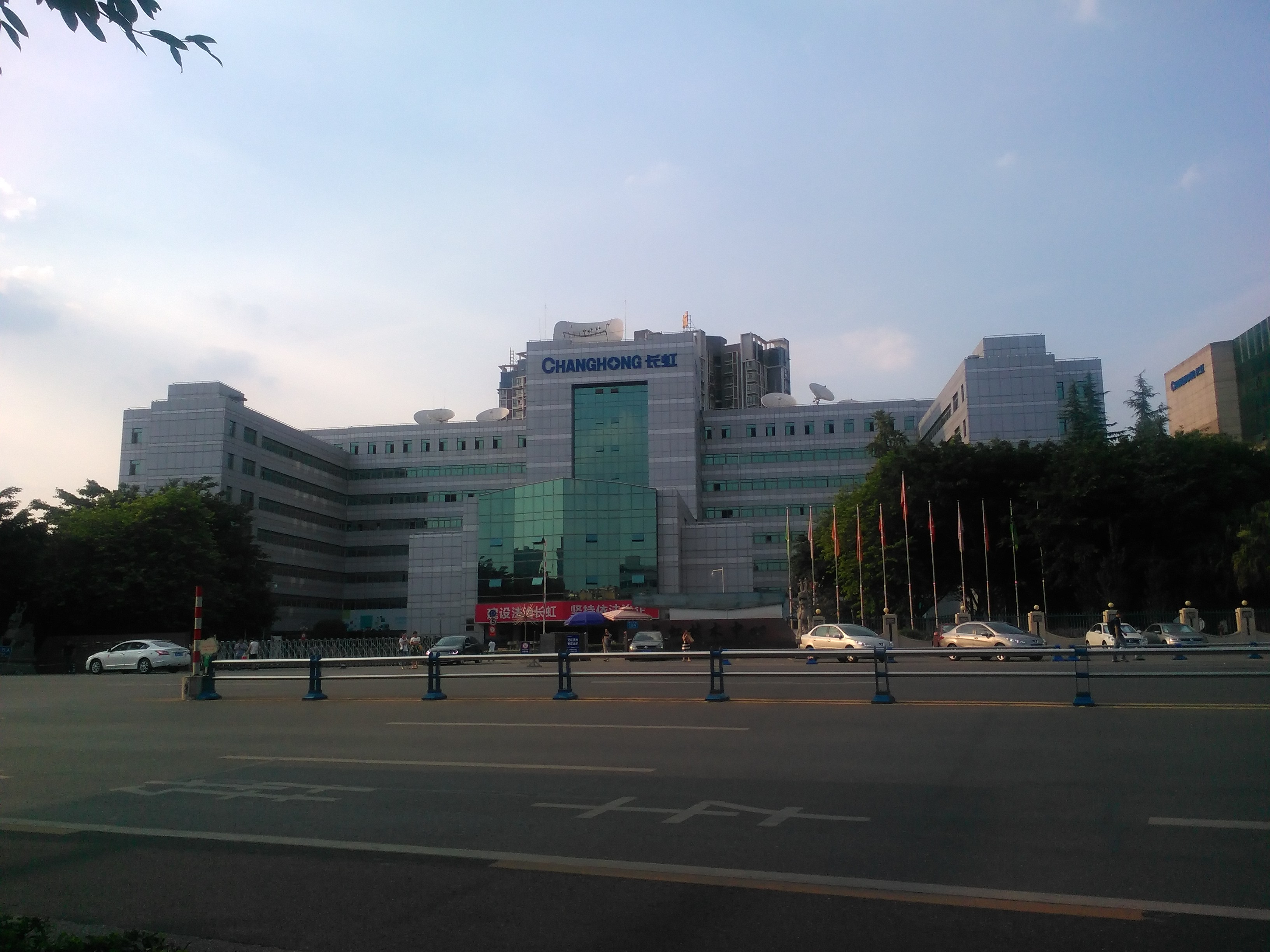
창홍 본사, 쓰촨성 몐양시

CHiQ 로고

창홍(长虹, Changhong ; CHiQ) 혹은 쓰촨창홍전자유한주식회사(四川长虹电器股份有限公司, Sichuan Changhong Electric Co., Ltd.)는 중화인민공화국의 쓰촨성 본사를 둔 다국적 전자제품 제조 및 판매 기업이다. 1958년에 설립하였다.
주요 제품은 TV와 DVD 플레이어, 스피커, 디스플레이, 냉장고, 에어컨, 세탁기, 압력밥솥, 선풍기, 슈트케이스, 셋톱박스 등의 판매하고 있다.